# Jacques Lepatey
Jacques Lepatey (Mazamet, Francia, 25 de septiembre de 1929-1 de mayo de 2024) fue un jugador de rugby francés que jugó en la posición de wing.

## Carrera

### Club
| Periodo   | Club        |
| --------- | ----------- |
| 1947-1948 | RC Narbonne |
| 1948-1962 | SC Mazamet  |
| 1962-1963 | RC Narbonne |

### Selección nacional
Jugó para Francia en seis ocasiones de 1954 a 1955, ganó el torneo de las Cinco Naciones y el Rugby Europe International Championships.

## Logros

### Club
- Desafío Yves du Manoir (1): 1958

### Selección nacional
- Torneo de las Cinco Naciones (1): 1955
- Rugby Europe International Championships (1): 1954